# Carmen Scheide
Carmen Scheide (* 27. Februar 1965 in Söllingen, Niedersachsen) ist eine deutsche Historikerin.

## Leben
Carmen Scheide studierte Osteuropäische, Neuere Allgemeine Geschichte und Slavistik in München, Freiburg im Breisgau und Moskau. Von 1995 bis 2005 arbeitete sie als Assistentin für Osteuropäische Geschichte an der Universität Basel. 1999 wurde sie promoviert mit einer Studie über Frauenalltag und Frauenpolitik in der Sowjetunion von 1921 bis 1930 am Beispiel der Moskauer Arbeiterinnen. Von 2005 bis 2008 war sie Fachberaterin bei der Redaktion Geschichte des WDR/arte für eine 6‐teilige Fernsehproduktion zur Geschichte Europas mit dem Titel „Wir Europäer“. 2009 war sie Fellow am Kulturwissenschaftlichen Kolleg des Exzellenzclusters der Universität Konstanz mit dem Projekt „Partisanenkampf zwischen nationalem Mythos und politischer Tabuisierung. Konkurrierende Erinnerungskulturen in Litauen, Weißrussland und Russland“. 2010 und 2011 hatte sie Lehrstuhlvertretungen an der Universität St. Gallen und an der Universität Konstanz inne. 2011 habilitierte sie an der Universität Basel. Von 2012 bis 2016 leitete sie das Center for Governance and Culture in Europe an der Universität St. Gallen und baute das open access online journal Euxeinos mit auf. Seit August 2016 ist sie Dozentin für Geschichte Osteuropas am Historischen Institut der Universität Bern.

## Schriften (Auswahl)
- mit Dittmar Dahlmann (Hrsg.): „…das einzige Land in Europa, das eine große Zukunft vor sich hat.“ Deutsche Unternehmen und Unternehmer im Russischen Reich im 19. und frühen 20. Jahrhundert. Klartext-Verlag, Essen 1998, ISBN 3-88474-474-7.
- mit German Ritz, Christa Binswanger: Nowa świadomość płci w modernizmie. Studia spod znaku gender w kulturze polskiej i rosyjskiej u schyłku stulecia. TAiWPN Universitas, Krakau 2000, ISBN 83-7052-690-X.
- Kinder, Küche, Kommunismus. Das Wechselverhältnis zwischen Alltagsleben und Politik am Beispiel Moskauer Arbeiterinnen während der NEP, 1921–1930. Dissertation. Pano-Verlag, Zürich 2002, ISBN 3-907576-26-8.
- (Hrsg.): Normsetzung und -überschreitung. Geschlecht in der Geschichte Osteuropas im 19. und 20. Jahrhundert. Winkler, Bochum 1999, ISBN 3-930083-37-X.
- mit Monica Rüthers (Hrsg.): Moskau. Menschen – Mythen – Orte. Böhlau, Köln 2003, ISBN 3-412-04703-1.
- mit Heiko Haumann (Hrsg.): Das Jahrhundert des Gedächtnisses. Erinnern und Vergessen in der russischen und sowjetischen Geschichte im 20. Jahrhundert. Olearius-Press, St. Petersburg 2010, ISBN 978-5-901603-19-2.
- mit Eva Maurer, Julia Richers, Monica Rüthers (Hrsg.): Soviet Space Culture. Cosmic Enthusiasm in Socialist Societies, Basingstoke. Palgrave Macmillan, New York 2011, ISBN 978-0-230-27435-8.